# Dennis Woodall
Dennis Woodall (* 21. August 1978 in Frankfurt am Main) ist ein ehemaliger deutsch-US-amerikanischer Basketballspieler.

## Werdegang
Woodall nahm im Juli 1996 mit der deutschen Nationalmannschaft an der Junioren-Europameisterschaft in Frankreich teil. Er war mit 5,3 Punkten je Begegnung fünftbester Korbschütze der Deutschen, die von Dirk Nowitzki angeführt wurden. Zur Saison 1996/97 wechselte Woodall von Eintracht Frankfurt zum Zweitligisten TV 1862 Langen. 1997 schloss sich der 1,93 Meter große Flügelspieler mit der BG Koblenz einer anderen Mannschaft der 2. Basketball-Bundesliga an. Ab 1998 stand er erneut im Aufgebot des TV Langen. Im Spieljahr 1999/2000 spielte Woodall nicht nur in Langen, sondern gleichzeitig auch für den Bundesligisten Skyliners Frankfurt. Für Frankfurt stand er in einem Spiel der Basketball-Bundesliga (am 24. Oktober 1999 gegen Trier) sowie in vier Begegnungen des europäischen Vereinswettbewerbs Saporta Cup auf dem Feld. Nach der Saison 1999/2000 schied er aus Frankfurts Bundesliga-Aufgebot aus, und gehörte weiterhin zur Langener Zweitliga-Mannschaft.
Er begann ein Studium an der Montana State University in den Vereinigten Staaten, zwischen 2003 und 2005 bestritt er für die Basketballmannschaft der Hochschule 44 Spiele (3 Punkte/Spiel). In der Saison 2005/06 stand er in der Regionalliga in sieben Spielen für die BG Ober-Ramstadt und in acht Spielen für den ASC Theresianum Mainz sowie in fünf Spielen für den Oberligisten Makkabi Frankfurt auf dem Feld. Im Spieljahr 2006/07 gewann Woodall mit dem MTV Kronberg den Meistertitel in der Regionalliga Südwest-Nord. Er spielte anschließend mit dem MTV in der 1. Regionalliga. 2008/09 verstärkte er die zweite Mannschaft des MTV Kronberg in der Oberliga, 2009/10 kam er zeitweilig wieder in Kronbergs Regionalliga-Mannschaft zum Einsatz.